# フランチェスカ・コメンチーニ
フランチェスカ・コメンチーニ（Francesca Comencini, 1961年8月19日 - ）は、イタリアの映画監督、脚本家である。

## 来歴
姉妹らとともにLycée français Chateaubriandの学校に通った。1984年より14本の映画を監督している。『Le parole di mio padre』は2001年のカンヌ国際映画祭のある視点部門で上映された。2012年には『Un Giorno Speciale』が第69回ヴェネツィア国際映画祭のコンペティション部門で上映され、金獅子賞を争う。

## フィルモグラフィ
- Pianoforte (1984) 監督・脚本
- La lumière du lac (1988) 監督・脚本
- アナベラの愛し方 Annabelle partagée (1991) 監督・脚本
- Elsa Morante (1997) 監督
- Le parole di mio padre (2001) 監督・脚本
- Un altro mondo è possibile (2001) 監督
- Carlo Giuliani, ragazzo (2002) 監督・脚本
- Firenze, il nostro domani (2003) 監督
- Mi piace lavorare - Mobbing (2004) 監督・脚本
- Visions of Europe (2004) 監督
- 愛と欲望 ミラノの霧の中で A casa nostra (2006) 監督・脚本
- In fabbrica (2007) 監督・脚本
- L'Aquila 2009 - Cinque registi tra le macerie (2009) 監督
- まっさらな光のもとで Lo spazio bianco (2009) 監督・脚本
- Un Giorno Speciale (2012) 監督